# Spindrift (Alpinismus)

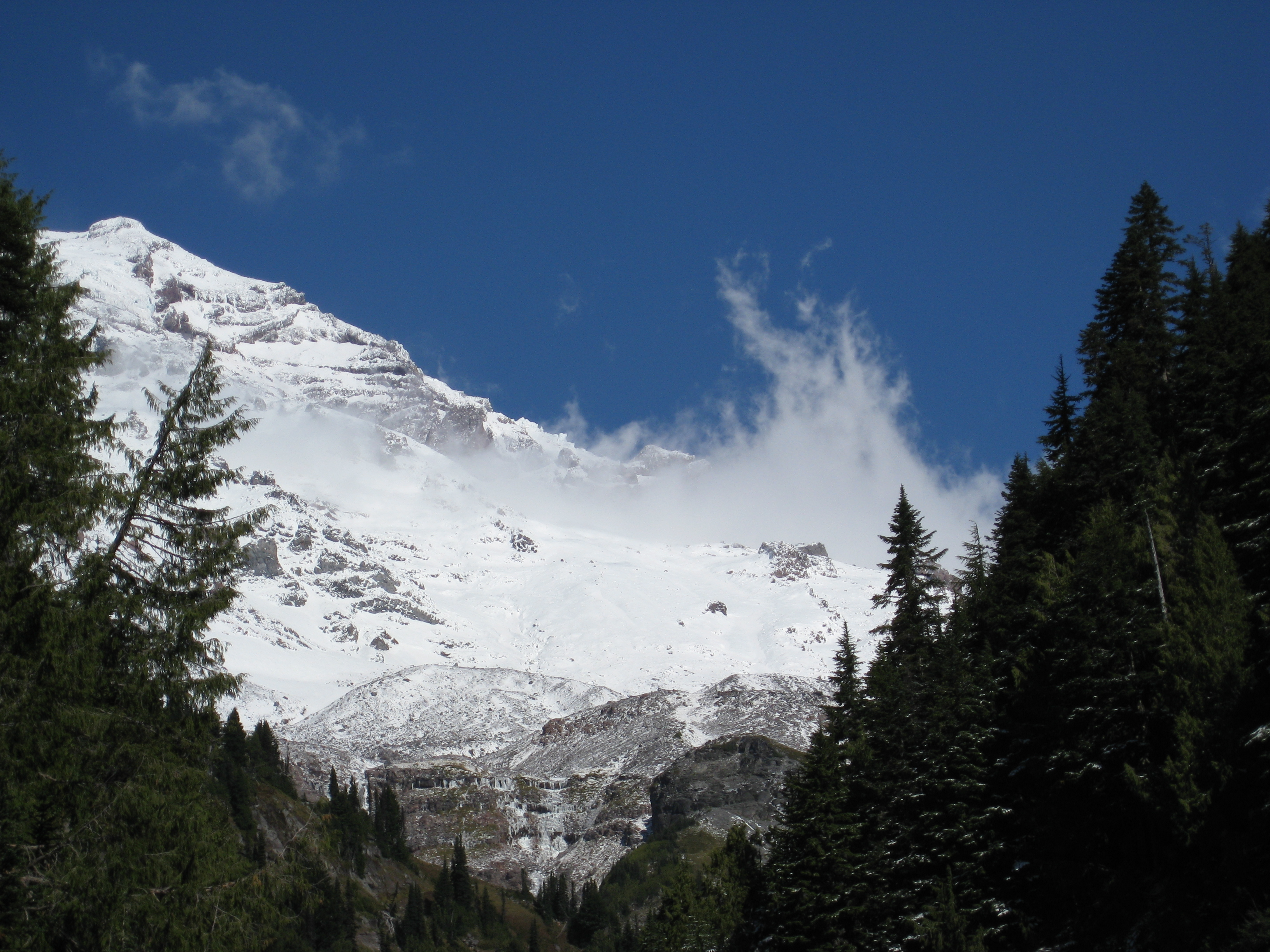
Spindrift am Mount Rainier im US-Bundesstaat Washington

Als Spindrift wird im Alpinismus feinkörniger Schnee bezeichnet, der durch Wind oder durch die Schwerkraft in steilen Hängen aufgewirbelt wird. Der Begriff kommt eigentlich aus der Seefahrt und bezeichnet dort die feine Gischt, die sich bei Starkwind über den Wellenkämmen bildet. Die Spindrift im Gebirge, eine Art Lawine im Kleinformat, nimmt dabei Bergsteigern für Minuten die Sicht und kann das Atmen erschweren. Der typischerweise sehr trockene Schnee kann an kleinsten Öffnungen in die Kleidung eindringen. Im Gegensatz zu „richtigen“ Lawinen sind Spindrifts weniger gefährlich und es gibt nur wenige Bergunfälle, bei denen sie als ursächlich anzusehen sind.
An sehr steilen Hängen besteht im Vergleich zu weniger steilen Hängen oft eine weit geringere Lawinengefahr. Der Grund hierfür ist, dass frisch gefallener Schnee sich periodisch in Form von Spindrifts „entlädt“, die durch Rinnen den Hang hinabkommen. Oft steht dabei die Frequenz des Auftretens der Spindrifts in direktem Zusammenhang mit der Intensität des Schneefalls. Somit ist der Zeitpunkt des nächsten Auftretens einer Spindrift oft recht genau abschätzbar.